# Lucius Aemilius Paullus (Konsul 219 v. Chr.)
Lucius Aemilius Paullus († 2. August 216 v. Chr.) war ein römischer Konsul in den Jahren 219 v. Chr. und 216 v. Chr.
Lucius Aemilius Paullus entstammte der Patrizierfamilie der Aemilier und war ein Sohn des Marcus Aemilius Paullus, der 255 v. Chr. das Konsulat bekleidet hatte. Er war Pontifex. Sein erstes Konsulat gemeinsam mit Marcus Livius Salinator fiel mit dem Zweiten Illyrischen Krieg 219 v. Chr. zusammen, in dem er Demetrios von Pharos vor der Küste Dalmatiens schlug. Für diesen Sieg durfte er einen Triumph feiern.
Im Jahr darauf gehörte Paullus einer Gesandtschaft nach Karthago an. Im Zweiten Punischen Krieg gegen die Karthager wurde er 216 v. Chr. erneut zum Konsul gewählt, diesmal gemeinsam mit Gaius Terentius Varro. Bei der römischen Niederlage in der Schlacht von Cannae, gegen die er sich anfangs ausgesprochen haben soll, wurde er getötet. Jakob Seibert bezeichnet dies allerdings als bewusste Verzerrung, um allein den plebejischen Varro für die Niederlage verantwortlich zu machen.
Lucius Aemilius Paullus war der Vater von Lucius Aemilius Paullus Macedonicus und Aemilia Paulla, die Publius Cornelius Scipio Africanus heiratete.